# Амаруканча

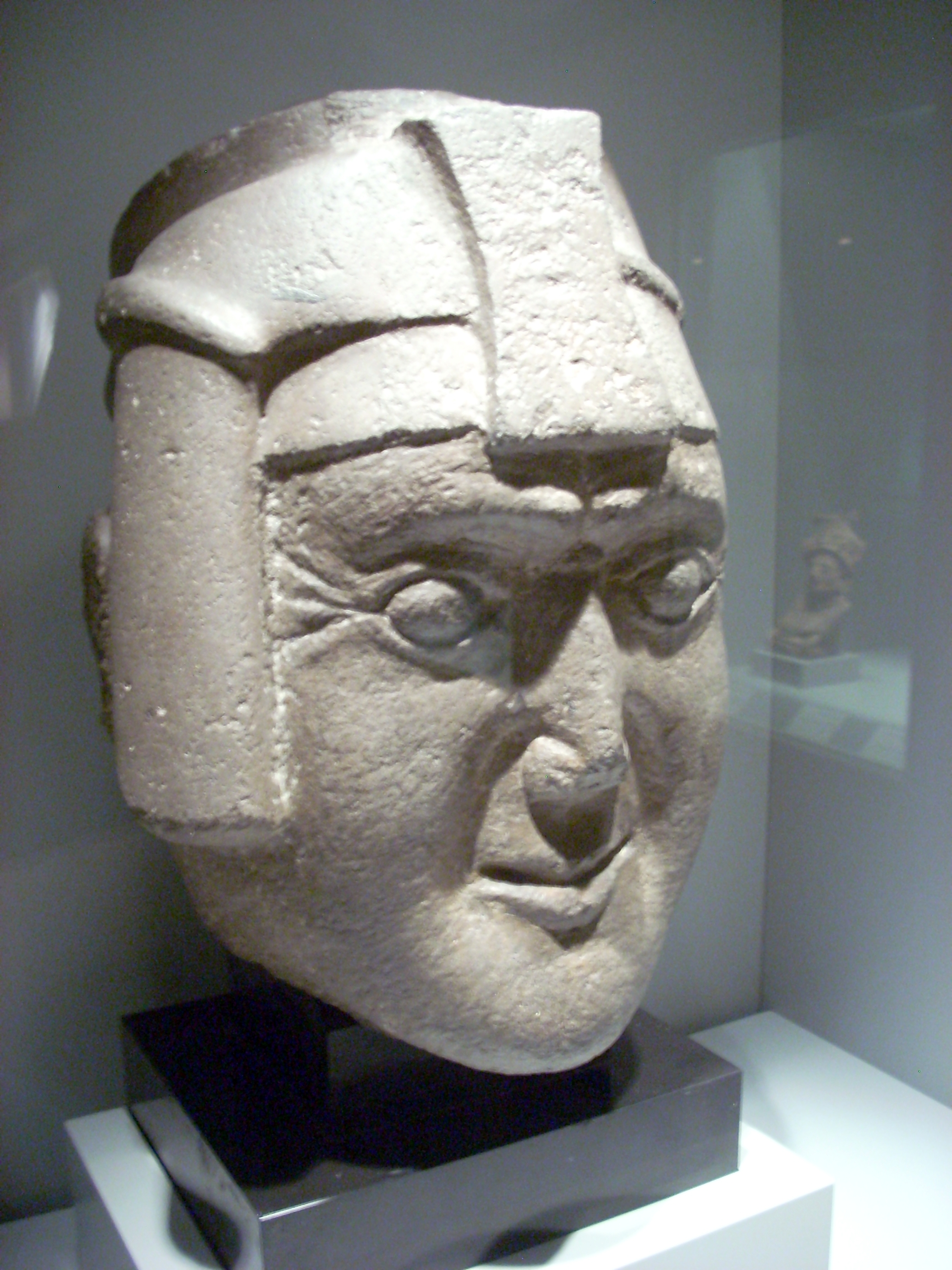
Голова Віракочі з храму Амаруканча

Амаруканча (Amaru Kancha) — храм і палац у місті Куско. Зведено за часи розквіту інкської держави Тауантінсую. Було центром поклоніння змію, сама назва перекладається як Дім змія або Храм змія. На сьогодні на цьому місці розташовано Університет Сан-Антоніо-Абад (Перу).

## Історія
Зведено у XV століття в часи володарювання Сапа Інки Тупак Юпанкі або Уйана Капака неподалік від центральної площі Куско. Було центром поклоніння Змія. Це пов'язано було з анімалістичними віруваннями давніх кечуа, які поклонялися великим зміям, що водилися у долині Куско та поблизу неї. Саме поклоніння Змія було проявом тотемізму, що зберігся й у часи піднесення імперії інків, попри головний статус божества Сонця-Інті.
Водночас у храмі Амаруканча, за спогадами італійського священника, єзуїта XVII століття Хуана Анеллі Оліве, здійснювали «поклоніння ідолу у вигляді величезного змія, що ковтає скорпіона». У храмі стояла подвійна скульптура, що відображала цю подію. Католицький священник писав, що змій-дракон для інків був символом життєвої сили Головного Творця Всесвіту (Віракочі), а жало скорпіона — клітор, який протиприродно позначав чоловіче начало у жінці. Тому клітор у дівчаток обрізали. Ця хірургічна операція носили також важливе ритуальне значення для інків, оскільки відновлювало, на їх думку, природний баланс між чоловічим та жіночим началом, втіленням яких водночас був сам імператор та його дружина-сестра.
У часи володарювання Сапа Інки Уайни Капака храм перетворю його резиденцію. Природно з цього часу кількість коштовних речей, золота, меблі та одягу в ньому значно збільшилося. На момент смерті імператора Амаруканча являв собою не лише важливий храм, а був також політичним центром, де вирували інтриги. Тут перебував його намісник на час тривалої відсутності в столиці — Уаскар. Саме останній після смерті у 1527 році Уайна Капака в храмі Амаруканча провів церемонію оголошення себе новим Сапа Інкою. Надалі Амаруканча було перетворено на меморіал покійного Уайна Капак. Водночас продовжував існувати як релігійний храм.
У часи вторгнення іспанських конкістадорів Амаруканча було пограбовано. Надалі він став палацом Ернандо де Сото, з 1536 — Ернандо Піссаро, сина Франсіско Пісарро. Ернандо продав його ордену єзуїтів. Останні знищили Амаруканча повністю, звівши на цьому місті католицький храм Компан'ї Єзуса. На сьогодні тут розташовано університет Сан-Антоніо-Абад дель Куско (UNSAAC).

## Опис
Розташовується в історичній частині Куско, є його частиною відповідно до закону № 23765 від 30 грудня 1983 року. Натепер залишилися лише фундамент та деякі стіни. Відповідно до досліджень храм мав прямокутну форму. Як матеріал використовувався граніт та зелений діорит. Було виконано в імперському стилі архітектури інків. Застосовано було масивні брили, що витримали усі землетруси, що відбувалися в Куско за часів інків, колоніального періоду та незалежності Перу. На стінах було вирізьблено зображення велетенських змій. У храмі стояла подвійна скульптура, що відображала боротьбу змія зі скорпіоном.